# Баладе
Баладе е седмият компилационен албум на Цеца, издаден през 2003 година от Hi-Fi Centar. Съдържа 19 песни от периода 1990 – 2001 г.

## Песни
1. Иди док си млад (инстументал)
2. Забрањени град
3. Мртво море
4. Ваздух који дишем
5. Кукавица
6. Куда иду остављене девојке
7. Опрости ми сузе
8. Пустите ме да га видим
9. Да ли то љубав прави од нас слабиће
10. Рођен с грешком
11. Маскарада
12. Ко награни jaбука
13. Да си некад до бола волео
14. И богати плаћу
15. Личиш на мога оца
16. Што сам тако забораван
17. Не куни мајко
18. Већ виђено
19. Ноћас куца ћасти